# Harvey L. Wollman

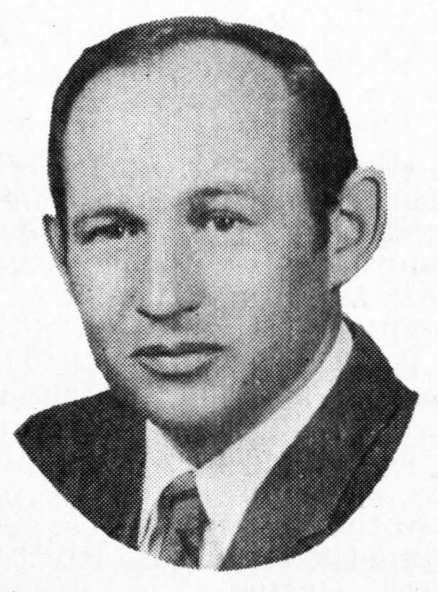
Harvey L. Wollman

Harvey Lowell Wollman (* 14. Mai 1935 in Frankfort, Spink County, South Dakota; † 18. Oktober 2022 in Huron, South Dakota) war ein US-amerikanischer Politiker der Demokratischen Partei. Er war von 1978 bis 1979 der 26. und bislang letzte demokratische Gouverneur des Bundesstaates South Dakota; seitdem haben ausnahmslos Republikaner diesen Posten ausgeübt (Stand Sommer 2022).

## Frühe Jahre
Harvey Wollman besuchte die Doland High School, das Bethel College in Minnesota und bis 1957 das Huron College. Zwischen 1958 und 1960 war er Soldat in der US Army. Zwischen 1961 und 1965 war er als Lehrer an seiner alten Schule, der Doland High School, tätig und besuchte nebenbei noch die University of South Dakota. Danach wurde er Farmer.

## Politische Laufbahn
Wollman saß zwischen 1969 und 1974 im Senat von South Dakota. Dort war er zeitweise Fraktionschef der Demokraten. Im Jahr 1974 wurde er zum Vizegouverneur seines Staates gewählt. Mit dieser Wahl waren die Amtszeiten des Gouverneurs bzw. des Vizegouverneurs von zwei auf vier Jahre verlängert worden.
Nachdem der amtierende Gouverneur Richard F. Kneip am 24. Juli 1978 von seinem Amt zurücktrat, um US-Botschafter in Singapur zu werden, musste Wollman dessen angebrochene Amtszeit beenden. Bei den Gouverneurswahlen dieses Jahres war er allerdings in den Vorwahlen gescheitert, so dass seine Amtszeit bereits am 1. Januar 1979 endete. Als Gouverneur erhöhte er den Haushalt für die Bildungspolitik und setzte sich für die Aufhebung der Eigentumssteuer ein.
Nach dem Ende seiner kurzen Amtszeit als Gouverneur blieb er auch weiterhin politisch aktiv. Mitte der 1980er Jahre stand kurzzeitig im Raum, er könne für den US-Senat kandidieren. 1984 jedoch kandidierte er erneut für einen Sitz im Landessenat von South Dakota, um so seine Chancen auf ein mögliches Antreten bei der Gouverneurswahl im Jahr 1986 auszuloten. Als Wollman die Wahl jedoch gegen die Republikanerin Mary McClure verlor, gab er auch weitere politische Ambitionen auf.

## Persönliches
Harvey Wollman war mit Ann Geigel verheiratet, mit der er zwei Söhne hat. Sein älterer Bruder Roger war zum Zeitpunkt von Harveys Amtsantritt als Gouverneur Oberster Richter am South Dakota Supreme Court und nahm diesem den Amtseid ab; später wurde er Bundesrichter.
Wollman stammte von Russlandmennoniten ab und war Mitglied der Mennonite Brethren Church.